# Maria Manuel Leitão Marques
Maria Manuel de Lemos Leitão Marques (ur. 23 sierpnia 1952 w Quelimane w Mozambiku) – portugalska ekonomistka, polityk i nauczyciel akademicki, profesor, posłanka do Zgromadzenia Republiki, od 2015 do 2019 minister ds. prezydium rządu i modernizacji administracji, posłanka do Parlamentu Europejskiego IX kadencji.

## Życiorys
Ukończyła studia prawnicze na Uniwersytecie w Coimbrze, doktoryzowała się w zakresie ekonomii na tej samej uczelni. Jako nauczyciel akademicki związana z macierzystą uczelnią, gdzie w 2003 doszła do stanowiska profesora.
W latach 2007–2011 była sekretarzem stanu ds. modernizacji administracji w rządach, którymi kierował José Sócrates. W wyborach w 2015 z ramienia Partii Socjalistycznej uzyskała mandat deputowanej do Zgromadzenia Republiki XIII kadencji. W listopadzie tegoż roku objęła urząd ministra ds. prezydium rządu i modernizacji administracji w rządzie Antónia Costy. Stanowisko to zajmowała do lutego 2019. Odeszła z rządu w związku z zaplanowanym startem w wyborach europejskich; w wyniku głosowania z maja tegoż roku uzyskała mandat eurodeputowanej IX kadencji.
Żona Vitala Moreiry. Odznaczona Orderem Edukacji Publicznej III klasy.